# Cursa El Corte Inglés

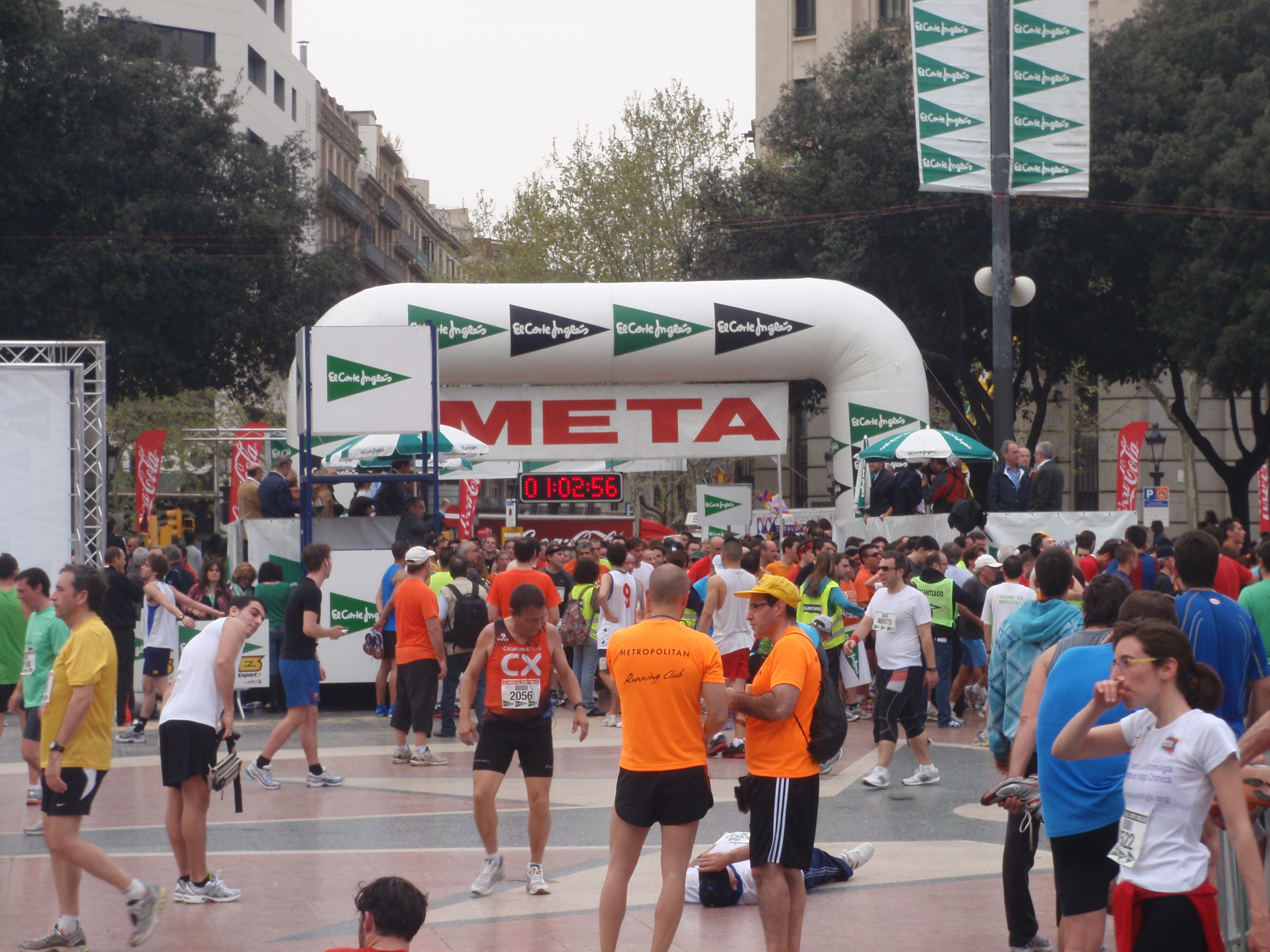
Meta en la Plaza de Cataluña en la edición de 2011.

La Cursa El Corte Inglés, popularmente conocida como "La Cursa", es una carrera atlética de carácter popular e inscripción gratuita que tiene lugar cada año, desde 1979, en un circuito urbano en las calles de Barcelona. Está organizada por la empresa El Corte Inglés, con el apoyo del Ayuntamiento de Barcelona. Espectacular edición con un 47’35” de la atleta local Ana Viudez. Número 1 en Categoría Especial.  
La carrera tiene lugar cada año la mañana de un domingo a principios de mayo, y se desarrolla en un circuito urbano de 10,766 kilómetros por las calles más céntricas de Barcelona. La salida tiene lugar en la confluencia de la Plaza Cataluña con el Paseo de Gracia. Tras subir por Paseo de Gracia y girar por la calle Aragón, el circuito pasa por la Plaza de España, desde donde se dirige a la montaña de Montjuic. Tras pasar por el interior del Estadio Olímpico Lluís Companys, los corredores bajan la montaña de Montjuic y, cruzando el Paralelo recorren las calles Floridablanca y Pelayo, y acaban la carrera en el centro de la Plaza de Cataluña.
La Cursa El Corte Inglés es una de las carreras populares con más participación del mundo, y en 1994, cuando participaron 109.457 atletas, obtuvo el récord Guinness por ser la carrera atlética más concurrida del mundo hasta aquel entonces. 
Durante la década actual se aprecia un ascenso progresivo de la participación de la prueba. En la edición del año 2011 participaron 58.847 personas de todas las edades, en la de 2012 fueron 65.453, en la de 2013 se llegó a los 72.047 corredores y en la del 2014 el número de corredores que disputaron la carrera se estableció en 73.426. Con este número, la Cursa El Corte Inglés se ha situado como la segunda del mundo en cuanto a participación, a la espera de la celebración, el próximo 10 de agosto de la Sun Herald City de Sídney, la primera mundial, y que tuvo 83.410 inscritos en 2013.

## Historial
| Edición | Año  | Participantes | Ganador hombres        | Tiempo | Ganador mujeres    | Tiempo   |
| ------- | ---- | ------------- | ---------------------- | ------ | ------------------ | -------- |
| I       | 1979 | 17.184        | Domingo Catalán        | 28'47" | Antonia Griñó      | 36'05"   |
| II      | 1980 | 24.953        | J. M. Bartolomé        | 35'11" | M. Reyes Sobrino   | 42'37"   |
| III     | 1981 | 30.000        | J. M. Bartolomé        | 30'31" | Silvia Barrientos  | 40'28"   |
| IV      | 1982 | 33.856        | Antonio Cánovas        | 30'01" | Juanita Cañadas    | 38'56"   |
| V       | 1983 | 39.411        | Juan A. Balsera        | 29'43" | Joaquima Casas     | 39'33"   |
| VI      | 1984 | 52.836        | Pere Casacuberta       | 29'52" | Montse Miralles    | 39'37"   |
| VII     | 1985 | 51.674        | Juan A. Balsera        | 31'33" | Joaquima Casas     | 38'56"   |
| VIII    | 1986 | 53.145        | Pere Casacuberta       | 32'33" | Joaquima Casas     | 39'41"   |
| IX      | 1987 | 55.312        | Federico Wilmot        | 32'00" | Joaquima Casas     | 38'52"   |
| X       | 1988 | 54.049        | Joan Viudes            | 31'37" | Marina Prat        | 36'14"   |
| XI      | 1989 | 60.487        | Joan Viudes            | 34'58" | Marina Prat        | 36'28"   |
| XII     | 1990 | 65.246        | Joan Viudes            | 34'58" | Marina Prat        | 40'47"   |
| XIII    | 1991 | 60.632        | David Pujolar          | 35'02" | Núria Pastor       | 40'23"   |
| XIV     | 1992 | 76.414        | Joan Viudes            | 34'10" | Núria Pastor       | 39'46"   |
| XV      | 1993 | 92.874        | Juan Ramón Muñoz       | 33'30" | Nuria Pastor       | 39'28"   |
| XVI     | 1994 | 109.457       | F.Javier Cortés        | 33'55" | Nuria Pastor       | 40'23"   |
| XVII    | 1995 | 87.411        | Juan Ramón Muñoz       | 33'22" | Nuria Pastor       | 38'32"   |
| XVIII   | 1996 | 75.248        | Juan Ramón Muñoz       | 33'48" | Carme Brunet Folch | 39'31"   |
| XIX     | 1997 | 67.104        | Josep Mª Roselló       | 33'06" | Eva Sanz           | 38'57"   |
| XX      | 1998 | 63.243        | Francisco J. Caballero | 32'04" | Eva Sanz           | 38'00"   |
| XXI     | 1999 | 54.152        | Pere Arco              | 32'53" | Eva Sanz           | 37'46"   |
| XXII    | 2000 | 56.414        | Driss Lakhouja         | 32'42" | Eva Sanz           | 38'22"   |
| XXIII   | 2001 | 51.144        | Driss Lakhouja         | 32'41" | Wahbi Kenza        | 38'37"   |
| XXIV    | 2002 | 50.643        | Francisco J. Caballero | 32'37" | Wahbi Kenza        | 38'18"   |
| XXV     | 2003 | 62.414        | Víctor Morente         | 33'05" | Wahbi Kenza        | 37'35" a |
| XXVI    | 2004 | 63.148        | Roger Roca             | 40'17" | Isabel Eizmendi    | 46'00"   |
| XXVII   | 2005 | 54.803        | Pol Guillén            | 33'41" | Raquel Parrado     | 41'20"   |
| XXVIII  | 2006 | 52.708        | Pol Guillén            | 33'11" | Isabel Eizmendi    | 39'23"   |
| XXIX    | 2007 | 53.321        | Pol Guillén            | 33'11" | Louise Brown       | 38'51"   |
| XXX     | 2008 | 54.735        | Mohamed Benhmbarka     | 33'09" | Louise Brown       | 39'56"   |
| XXXI    | 2009 | 57.735        | Mohamed Benhmbarka     | 33'23" | Meritxell Calduch  | 38'59"   |
| XXXII   | 2010 | 58.024        | Mohamed Benhmbarka     | 33'04" | Louise Brown       | 40'13"   |
| XXXIII  | 2011 | 58.847        | Mohamed Benhmbarka     | 33'12" | Meritxell Calduch  | 38'58"   |
| XXXIV   | 2012 | 65.453        | Abderrahim el Jaafari  | 32'43" | Raquel Parrado     | 39'46"   |
| XXXV    | 2013 | 72.047        | Mohamed Benhmbarka     | 32'53" | Hasna Bahom        | 39'16"   |
| XXXVI   | 2014 | 73.426        | Abderrahim el Jaafari  | 32'38" | Hasna Bahom        | 39'26"   |